# Sacrifice (2010)
Sacrifice (2010) est un événement pay-per-view de catch produit par la Total Nonstop Action Wrestling (TNA), qui a eu lieu le 16 mai 2010 dans l'Impact! Zone à Orlando, en Floride. Il est le sixième événement dans le cadre de la  chronologie de Sacrifice et le cinquième événement dans le calendrier pay-per-view TNA 2010.

## Contexte
Les spectacles de la Total Nonstop Action Wrestling en paiement à la séance sont constitués de matchs aux résultats prédéterminés par les scénaristes de la TNA. Ces rencontres sont justifiées par des storylines - une rivalité avec un catcheur, la plupart du temps - ou par des qualifications survenues dans les émissions de la TNA telles que TNA Xplosion et TNA Impact!. Tous les catcheurs possèdent un gimmick, c'est-à-dire qu'ils incarnent un personnage face (gentil), heel (méchant) ou tweener (neutre, apprécié du public), qui évolue au fil des rencontres. Un pay-per-view comme Sacrifice est donc un évènement tournant pour les différentes storylines en cours.

## Matches et résultats
| #                                                                                           | Matchs | Stipulation | Temps |
| ------------------------------------------------------------------------------------------- | --- | --- | ----- |
| 1                                                                                           | The Motor City Machineguns (Alex Shelley et Chris Sabin) def. Beer Money, Inc. (James Storm et Robert Roode) et Team 3D (Brother Devon et Brother Ray) | Three Way Tag Team Match pour être contender au Championnat du Monde par équipe de la TNA.                                                                | 13:13 |
| 2                                                                                           | Rob Terry (c) def. Orlando Jordan | Match simple pour le Championnat Global de la TNA. | 7:45  |
| 3                                                                                           | Douglas Williams def. Kazarian (c) | Match simple pour le Championnat X Division de la TNA. | 13:50 |
| 4                                                                                           | Madison Rayne (c) def. Tara | Title vs Career match pour le Championnat féminin des Knockout de la TNA.                                                                                 | 6:28  |
| 5                                                                                           | The Band (Kevin Nash et Scott Hall) (c) (avec Eric Young) def. Ink Inc. (Jesse Neal et Shannon Moore)                                                  | Tag Team Match pour le Championnat du Monde par équipe de la TNA.                                                                                         | 8:47  |
| 6                                                                                           | Abyss def. Desmond Wolfe (avec Chelsea) | Chelsea vs Bague match, si Abyss gagne il s'offre les services de Chelsea pour 30 jours, si c'est Wolfe, il gagne la Bague du Hall of Fame de Hulk Hogan. | 9:27  |
| 7                                                                                           | Jeff Hardy def. Mr. Anderson | Match simple | 13:57 |
| 8                                                                                           | Sting def. Jeff Jarrett | Match simple | 0:14  |
| 9                                                                                           | Rob Van Dam (c) def. A.J. Styles (avec Ric Flair) | Match simple pour le Championnat du Monde poids-lourds de la TNA.                                                                                         | 24:47 |
| (c) désigne, en cas de match de championnat, le champion défendant son titre dans le match. | | |       |